# Unthinkable
Unthinkable (prt: O Dia do Juízo Final; bra: Ameaça Terrorista) é um filme de suspense estadunidense de 2010, dirigido por Gregor Jordan e estrelado por Samuel L. Jackson, Michael Sheen e Carrie-Anne Moss. Foi lançado direct-to-video  em 14 de junho de 2010.

## Sinopse
Steven Arthur Younger, chamado Yusuf após sua conversão ao Islã, é preso depois de declarar ter plantado três bombas nucleares em três diferentes cidades dos Estados Unidos. Brody, um agente do FBI especializado em interrogatórios, é chamado para descobrir onde estão os dispositivos que ameaçam o país. No entanto, para forçar Yusuf a revelar-lhes os locais onde as bombas estão escondidas, os federais também chamaram um especialista em tortura: H. A seriedade da ameaça e o pouco tempo que resta antes das bombas explodirem garantem que "H" receba o endosso presidencial para obter, a todo custo, as confissões do terrorista, sem limite nos métodos a serem utilizados, apesar da relutância moral dos outros agentes. Assim, um problema surgirá quando os agentes da segurança nacional passam a discordar dos métodos para extrair as informações do perigoso criminoso extremista.

## Elenco
- Samuel L. Jackson - Henry Harold Humphries, também conhecido como "H", um oficial de operações secretas designado para interrogar Yusuf
- Michael Sheen - Yusuf Atta Mohammed / Steven Arthur Younger, um muçulmano estadunidense, ex-operador da Delta Force e especialista em bombas que plantou bombas nucleares em três cidades dos EUA
- Carrie-Anne Moss - Agente Especial Helen Brody, líder de uma equipe de combate ao terrorismo do FBI designada para interrogar Yusuf
- Brandon Routh - Agente Especial DJ Jackson, membro da equipe do FBI
- Benito Martinez - Alvarez, assistente de "H"
- Gil Bellows - Agente Especial Vincent, membro da equipe do FBI
- Joshua Harto - Agente Especial Phillips
- Martin Donovan - Jack Saunders, diretor da Divisão de Los Angeles do FBI designado para o interrogatório
- Stephen Root  - Charles Thomson
- Necar Zadegan - Jehan Younger, esposa de Yusuf
- Michael Rose - Coronel Kerkmejian
- Holmes Osborne - general Paulson, o general que lidera o interrogatório

## Recepção
O consultor de políticas Charles V. Peña opina que "em última análise, [Unthinkable] é sobre a velha questão: 'Os fins justificam os meios?' ... No final, Unthinkable não responde à pergunta... mas fornece bastante alimento para reflexão". Apesar de elogiar seu valor dramático, o estudioso de cinema Matthew Alford argumenta que "o realismo estético e a aparente seriedade de Unthinkable é uma máscara para o absurdo de seu conteúdo e política reacionária", tornando-o não tanto um "cenário de pesadelo" e mais "um white paper de Freddy Krueger".